# Німфей у Гадарі
Німфей у Гадарі — сильно зруйнована монументальна споруда античного міста Гадара, руїни якого розташовані за вісім десятків кілометрів на північний захід від столиці сучасної Йорданії Аммана.

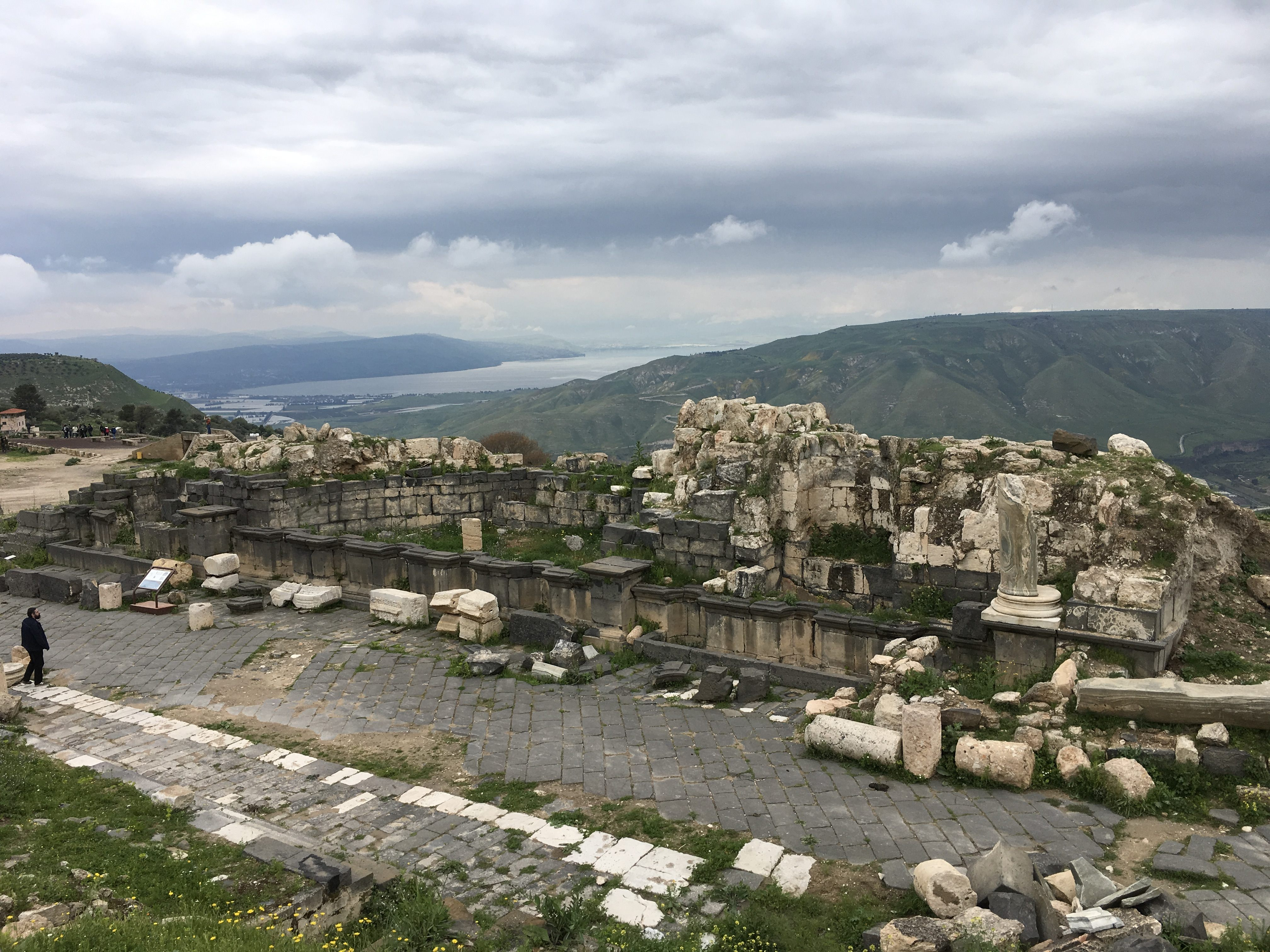
Руїни німфею в Гадарі. На задньому плані видно Галілейське море

У часи римської імперії поширеним прийомом прикрашання центру міста стало зведення монументальних фонтанів — німфеїв. Зокрема, вони стали популярними у східних і південних провінціях Риму, де наразі у гарному чи задовільному стані їх можливо побачити в Сагаласі, Сіде (обидва — Туреччина), Лептіс-Магні (Лівія), а також йорданських Герасі та Філадельфії. Гадара отримала одразу два німфеї, залишки одного з них лежать на східному початку міського декуманусу максимусу (головна вулиця міста, прикрашена протяжними колонадами), на протилежному боці від Західної тераси.

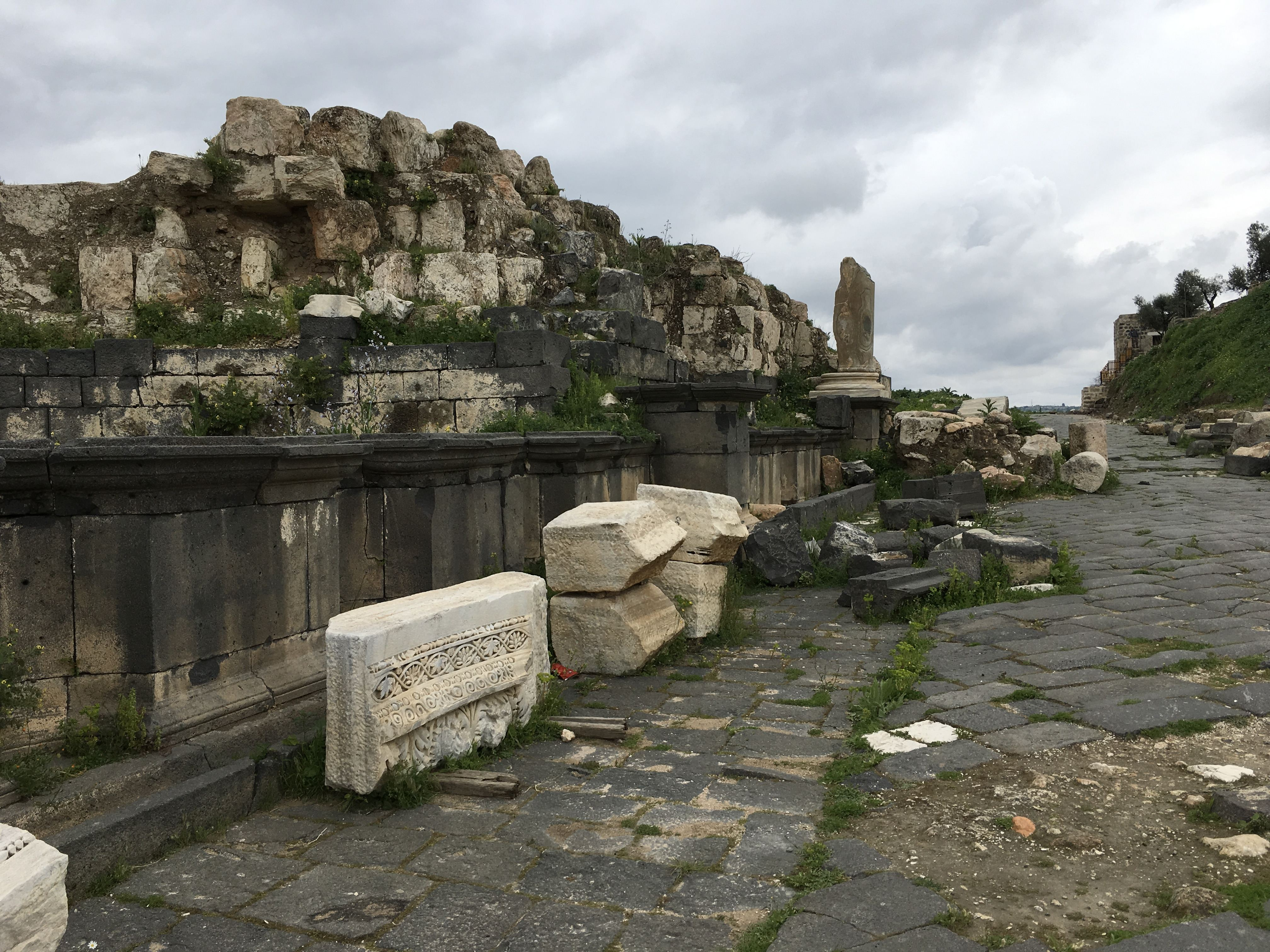
Елементи декору німфея

Ця зведена у другій половині 2-го століття н. е. споруда мала витягнуту прямолінійну форму (для другого гадаренського німфею обрали П-подібну форму з висунутими до вулиці бічними крилами). Облицьований мармуровими плитами фасад мав два яруси та був прикрашений нішами і великими колонами із зеленого мармуру (популярний у античному світі «чіполіно» з грецького острова Евбея). Знайдений неподалік напис повідомляє, що встановлені в нішах мармурові скульптури подарував місту Аврелій Діофант, який мав у Гадарі посаду астінома — чиновника, що керував силами правопорядку.
Неподалік від німфею, на протилежному боці декуманусу біля Західної тераси, завершувався грандіозний акведук «Канат Фіраун». Він транспортував з території сучасної Сирії необхідну поселенню воду, якою, зокрема, живився й монументальний фонтан. Уздовж фасаду німфею тягнувся басейн з розширенням у центральній частині.
Наразі від цього німфею наявні лише залишки першого ярусу та окремі елементи декору.
Із реконструкцією можливого вигляду німфею можливо ознайомитись за цим посиланням.